# Baie Pierre-Lejay
La baie Pierre-Lejay est une baie de la mer Dumont-d'Urville (océan Austral), au large de la terre Adélie (Antarctique oriental).

## Géographie
La baie Pierre-Lejay est située au nord-ouest du glacier de l'Astrolabe entre la pointe Ebba à l'ouest et les îles Dumoulin à l'est, sur près de 25 km le long de la terre Adélie. Elle baigne l'archipel de Pointe-Géologie et comprend également, dans sa partie occidentale, les îles Fram, l'île Ifo et l'île Hélène.

## Histoire
Son nom commémore celui du R.P. Pierre Lejay (1898-1958), physicien, géodésien, gravimétricien, membre de l'Académie des sciences  et membre du comité français de l'Année géophysique internationale (A.G.I., 1957-1958), décédé subitement en octobre 1958 alors même que s'achevait l'A.G.I.